# 开云镇
开云镇，是中华人民共和国湖南省衡陽市衡山县下辖的一个乡镇级行政单位。2015年11月18日，开云镇、沙泉乡成建制合并设立开云镇。

## 行政区划
开云镇下辖以下地区：
两路口社区、北望桥社区、先农社区、紫巾社区、大桥社区、甘棠桥社区、东风社区、工业园社区、金龙村、青山村、坪塘村、神冲村、板桥村、观湘村、湘衡村、龙珠村、金狮村、排塘村、环溪村、新坪村、岳峰村、江永村、建胜村、青峰村、跃进村、师古村、山竹村、九龙村、龙泉村、光辉村、八里村和大塘村。

## 交通
- 京广高速铁路：衡山西站